# Kovácsréti Márk
Kovácsréti Márk (Budapest, 2000. szeptember 1. –) magyar labdarúgó, a Nyíregyháza játékosa.

## Pályafutása

### Klubcsapatokban
Kovácsréti az Újpest FC, a Vasas SC, a Ferencvárosi TC és a Kisvárda akadémiáin nevelkedett. 2018 májusában mutatkozott be a Kisvárda felnőtt csapatában egy másodosztályú bajnoki mérkőzésen. A magyar élvonalban 2019. augusztus 3-án mutatkozott be egy Paks elleni mérkőzésen. 2020 őszén az MLSZ által lehetővé tett úgynevezett kooperációs szerződés keretében szerepelt a másodosztályú Nyíregyháza Spartacusban is. A 2020–2021-es szezonban alapembere volt a csapatnak, 32 bajnoki mérkőzésen négyszer volt eredményes az NB I-ben. Összesen 49 bajnokit játszott az első osztályban a Kisvárda színeiben. 2021 májusában az MTK szerződtette.
2023. január 25-én visszatért Nyíregyházára.

### A válogatottban
Többszörös magyar utánpótlás-válogatott. 2021 márciusában Gera Zoltán szövetségi kapitány nevezte őt a 2021-es U21-es labdarúgó-Európa-bajnokságon szereplő magyar válogatott keretébe.

## Család
Kovácsréti a Ferencvárossal kétszeres bajnok, KEK-döntős, egykori tizenkétszeres válogatott Ebedli Zoltán unokája.